# Округ Маскингам (Охајо)
Маскингам (енгл. Muskingum County) је округ у америчкој савезној држави Охајо.

## Демографија
По попису из 2010. године број становника је 86.074, што је 1.489 (1,8%) становника више него 2000. године.
| Група             | 2000.          | 2010.          |
| Белци             | 79.122 (93,5%) | 79.600 (92,5%) |
| Афроамериканци    | 3.392 (4,0%)   | 3.256 (3,8%)   |
| Азијати           | 231 (0,3%)     | 287 (0,3%)     |
| Хиспаноамериканци | 436 (0,5%)     | 650 (0,8%)     |
| Укупно            | 84.585         | 86.074         |